# L'Âne de Magdana
Pour plus de détails, voir Fiche technique et Distribution.
L'Âne de Magdana (მაგდანას ლურჯა, Лурджа Магданы, Lourdja magdani) est un film soviétique réalisé par Tenguiz Abouladzé et Revaz Tchkheidze, sorti en 1955.
C'est l'adaptation du roman du même nom de Ekaterine Gabashvili et ce film a remporté le Prix du film de fiction - court métrage au Festival de Cannes 1956.

## Fiche technique
- Titre original : მაგდანას ლურჯა, Лурджа Магданы, Lourdja magdani
- Titre français : L’Âne de Magdana
- Réalisation : Tenguiz Abouladzé d'après Revaz Tchkheidze
- Scénario : Carlo Gogodze et Ekaterine Gabashvili
- Direction artistique : Joseb Sumbatashvili
- Costumes : Givi Gigauri et Kakhaber Khutsishvili
- Photographie : Aleksandre Digmelovi et Lev Sukhov
- Montage : Vasili Dolenko et Ofelia Gevorkiani
- Musique : Archil Kereselidze
- Pays d'origine : URSS
- Format : Noir et blanc - 35 mm - Mono
- Genre : drame
- Durée : 68 minutes
- Date de sortie :
  - URSS : 1er avril 1955
  - France : mai 1955 (Festival de Cannes 1956)

## Distribution
- Doudoukhana Tserodze : Magdana
- Liana Moistsrapishvili : Sopo
- Mikho Borashvili : Mikho
- Nani Chikvinidze : Kato
- Akaki Kvantaliani : Mitua
- Karlo Sakandelidze : Vano
- Akaki Vasadze : propriétaire
- Aleksandre Omiadze : Gigo
- Aleksandre Takaishvili : juge
- Boukhouti Zakariadze